# Broken Egg Spring
Broken Egg Spring est une source chaude qui fait partie du Great Fountain Group située dans le Lower Geyser Basin dans le parc national de Yellowstone aux États-Unis.

## Histoire
La température de la source est passée de 67 à 86 °C à la suite du tremblement de terre d'Hebgen Lake en 1959 (en).

## Description
Broken Egg Spring est la seconde source remarquable du groupe de sources chaudes Great Fountain Group que l'on rencontre, à gauche, le long de la Firehole Lake Drive qui conduit vers Great Fountain Geyser.
Broken Egg Spring (« source de l'œuf cassé » en français) est une petite source discrète. Son débit est de l'ordre de 0,23 m3/h.

## Galerie

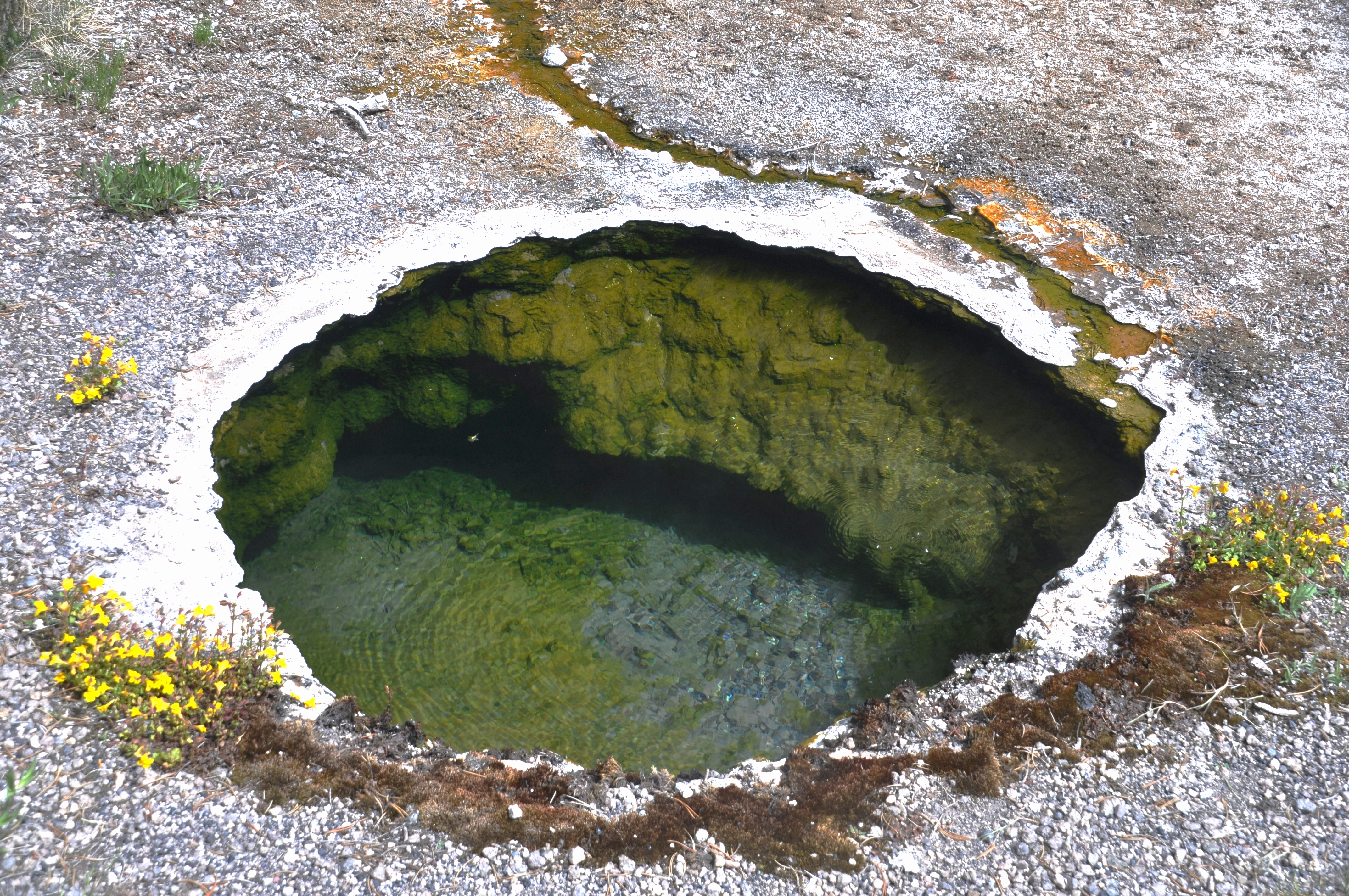
Broken Egg Spring en juin 2013.
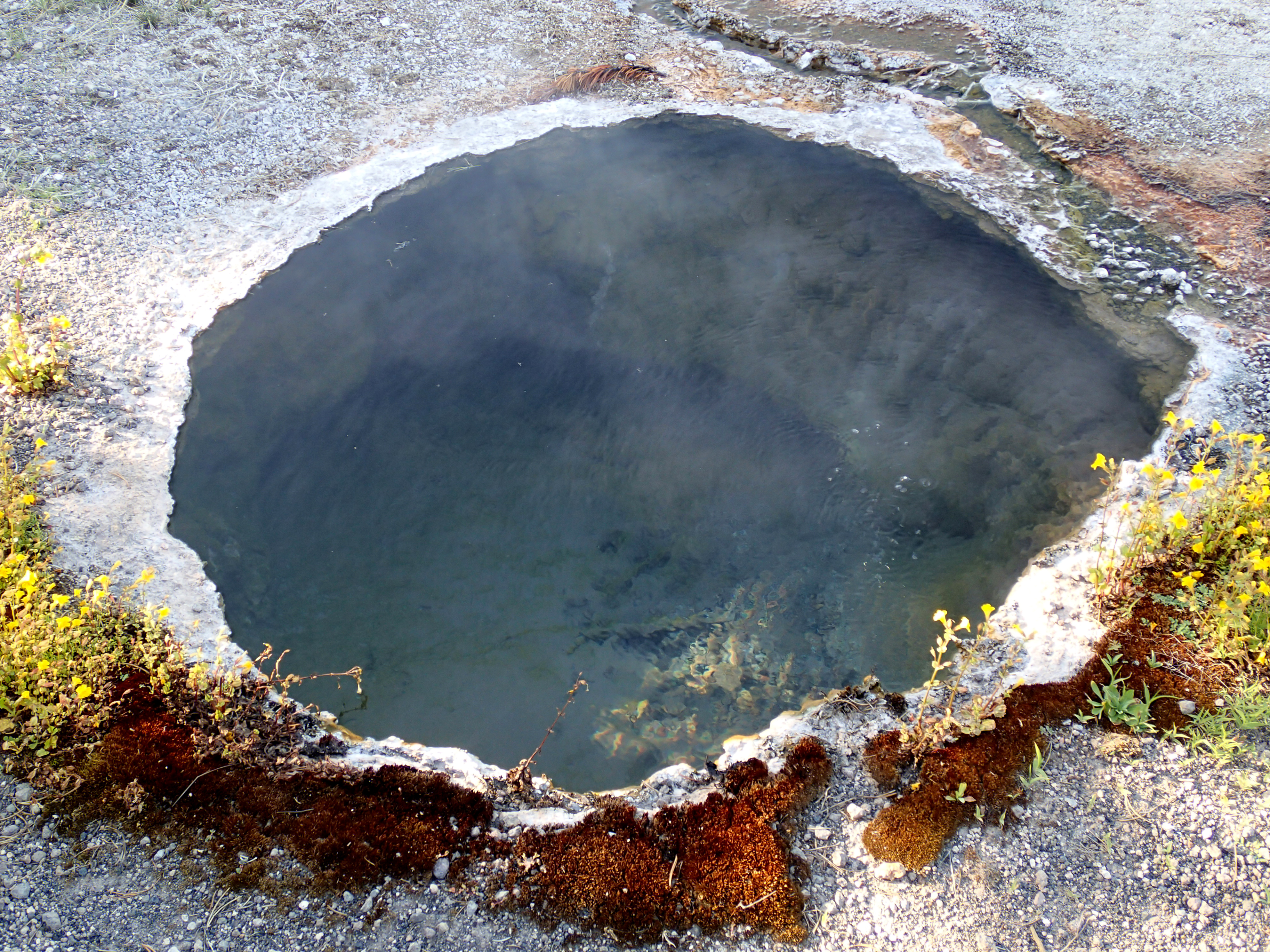
Broken Egg Spring en juin 2014.
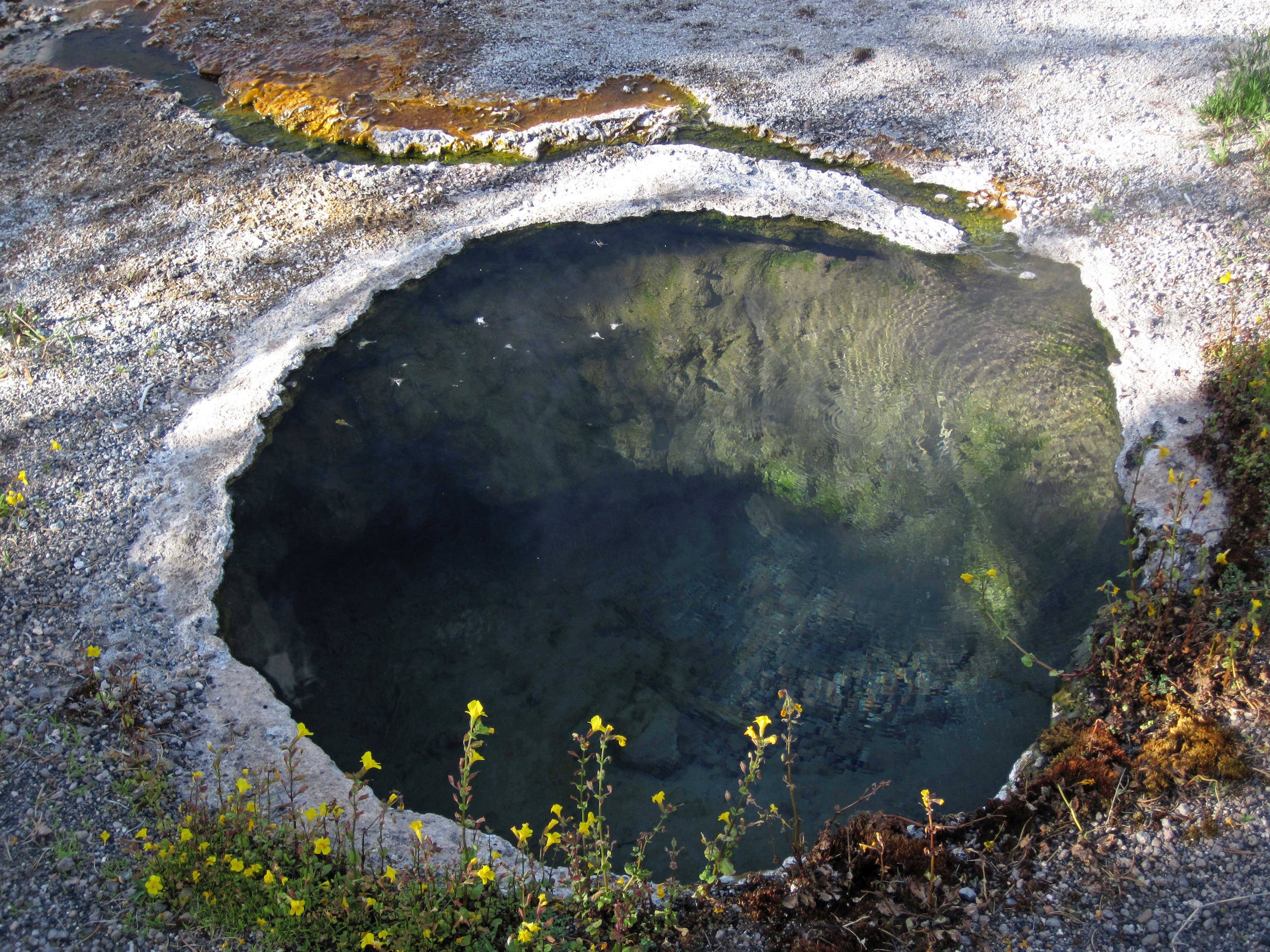
Broken Egg Spring en juin 2016.
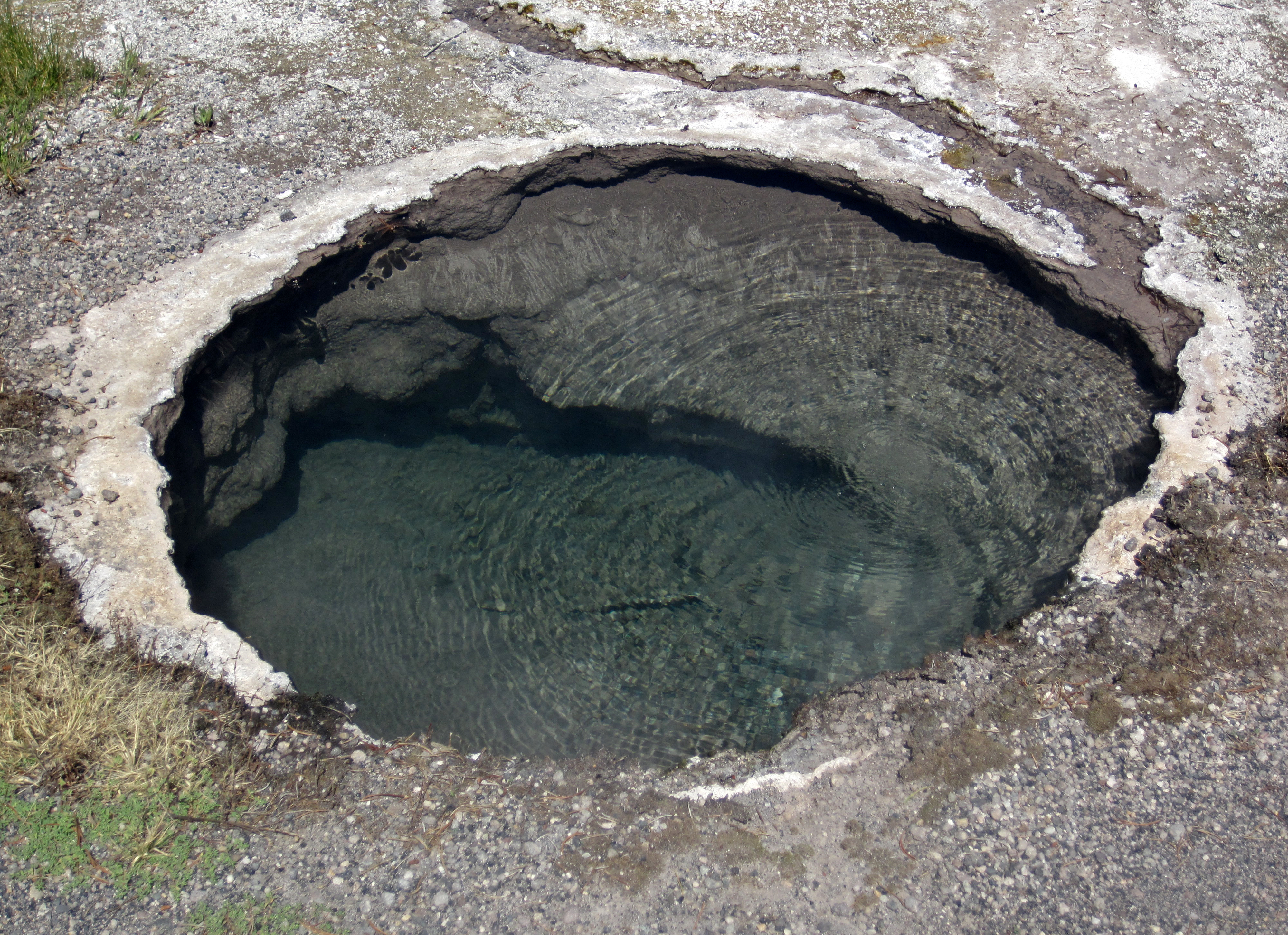
Broken Egg Spring en août 2023.